# Denmark grows up
Denmark grows up er en dansk dokumentarfilm fra 1947, der er instrueret af Hagen Hasselbalch efter manuskript af Astrid Henning-Jensen.

## Handling
Filmen fortæller om, hvad der i Danmark gøres for mødre og børn. Man overværer først uddannelsen på jordemoderskolen og derefter skildres sundhedsplejerskernes uddannelse. Man ser, hvorledes de i barnets første år tilser det og bistår moderen med råd og vejledning. Efter et besøg i en moderne børnehave skildres forsorgen for blinde, døvstumme og invalide børn, og til sidst vises glimt fra arbejdet i en moderne skole.